# Rhein Fire (NFL Europe)
| Rhein Fire                                                                         | Rhein Fire                                             |
| Gegründet 1994 – Aufgelöst 2007 Spielten in Düsseldorf                             | Gegründet 1994 – Aufgelöst 2007 Spielten in Düsseldorf |
| ---------------------------------------------------------------------------------- | ------------------------------------------------------ |
| \| \| \| \| Helm \| Logo \|                                                        |                                                        |
| Teamfarben                                                                         | Burgund, Weiß, Schwarz                                 |
| Liga                                                                               |                                                        |
| - World League (1995–1997) - NFL Europe (1998–2006) - NFL Europa (2007)            |                                                        |
| Erfolge                                                                            |                                                        |
| Meisterschaften (2) World Bowl 1998, 2000                                          |                                                        |
| Play-off-Teilnahmen (5) 1997, 1998, 2000, 2002, 2003                               |                                                        |
| Stadien                                                                            |                                                        |
| - Rheinstadion (1995–2003) - Arena Auf Schalke (2004–2005) - LTU-Arena (2006–2007) |                                                        |
|                                                                                    |                                                        |
| Helm                                                                               | Logo                                                   |

Rhein Fire war ein professionelles American-Football-Team mit Sitz in Düsseldorf. Der offizielle Name lautete Rhein-Fire Footballteam Betriebs-GmbH.
Das Team wurde am 27. Juli 1994 von den 30 Besitzern der National Football League (NFL) in die damalige World League of American Football (WLAF) aufgenommen. Im Frühjahr 1995 fanden die ersten Spiele dieser wiedergegründeten Franchise-Liga, die bereits 1991 und 1992 mit damals noch zehn Teams den World-Bowl-Sieger ausgespielt hatte, statt. Die Liga wurde zunächst in NFL Europe, später in NFL Europa umbenannt.
Der Name Rhein Fire bezieht sich einerseits auf den Rhein als landschaftsbildenden Fluss sowie auf die gesamte nordrhein-westfälische Region. Den Namen Fire übernahm man vom früheren US-Team Birmingham Fire.
Neben der Football-Mannschaft gehörte mit den Pyromaniacs ein eigenes Cheerleader-Team zu Rhein Fire.
Rhein Fire galt, neben dem traditionsreicheren Erzrivalen Frankfurt Galaxy, als das Team mit der größten Fangemeinde. In der Saison 2006 und 2007 kamen jeweils knapp über 22.000 Fans pro Heimspiel in die LTU-Arena nach Düsseldorf, in der Rhein Fire von 2005 bis 2007 die Heimspiele ausgetragen hat.
Generalmanager des Teams war lange Jahre Alexander Leibkind, bevor er im September 2004 von Sammy Schmale abgelöst wurde.
Nach der Saison 2007 entschieden die Clubbesitzer der NFL, den Spielbetrieb der NFL Europe wegen eines Marketingwechsels einzustellen. Die Teams der NFL Europe, so auch Rhein Fire, wurden somit aufgelöst. Hintergrund ist, dass die NFL entschied, zukünftig reguläre NFL-Spiele im Ausland, so auch in Standorten in Europa, auszutragen. Dadurch solle eine höhere Zuschauerbindung erreicht werden.
Am 25. September 2021 wurde der Öffentlichkeit Rhein Fire als neue Mannschaft der European League of Football präsentiert. Das Franchise hat rechtlich nichts mit der alten Rhein Fire zu tun, erhielt allerdings die Namensrechte von der NFL.

## Erfolge
- World-Bowl-Champion: 1998, 2000
- World-Bowl-Finalist: 1997, 2002, 2003

## Headcoaches
- Galen Hall (1995–2000)
Galen Hall übernahm als erster Coach das Team und konnte nach der erfolglosen ersten Saison die Mannschaft über drei Spielzeiten soweit verbessern, dass in der vierten Saison die erste von fünf Finalteilnahmen erreicht werden konnte. Zwar verlor man 1997 das Finale gegen die starken Barcelona Dragons, aber es gelang ein Jahr später der erste World-Bowl-Sieg der Vereinsgeschichte. Nachdem man sich als Titelverteidiger in der Saison 1999 nicht für das Endspiel qualifizieren konnte, gelang es Hall in der Saison 2000 jedoch wieder, eine spielstarke Mannschaft zusammenzustellen und den World Bowl erneut nach Düsseldorf zu holen. Diese beiden Titel sollten die einzigen Titel bleiben, die Rhein Fire erreichen konnte. Somit ist Galen Hall der einzige Meistertrainer des Teams.
- Pete Kuharchek (2001–2005)
Pete Kuharchek wurde in der Saison 2001 als neuer Headcoach des Teams vorgestellt. Zuvor war er unter Headcoach Galen Hall Defensive Coordinator. In seiner zweiten Saison als Headcoach konnte er Rhein Fire ins Wold-Bowl-Finale führen, das jedoch an Berlin Thunder verloren ging. Auch in der nächsten Saison (2003) gelang ihm mit dem Team der Einzug ins Finale, jedoch musste man sich wieder geschlagen geben, diesmal gegen den Erzrivalen Frankfurt Galaxy, die man im Finale 1998 noch besiegen konnte. Dies sollte der letzte Finaleinzug in der Geschichte des Teams bis zu seiner Auflösung im Jahr 2007 bleiben.
Pete Kuharchek geriet in der Saison 2005 in die Kritik, da seine Spieltaktik sehr defensiv und passarm ausgerichtet war und neben dem Ausbleiben des Erfolgs der Mannschaft auch die Spielattraktivität im Vergleich zu den Vorjahren abflachte. Dies endete in einer Saisonbilanz von nur 3 Siegen bei 7 Niederlagen. Im Oktober 2005 trennten sich Rhein Fire und Pete Kuharchek dann in gegenseitigem Einvernehmen.
- Jim Tomsula (2006)
Als Nachfolger von Pete Kuharchek wurde Jim Tomsula vorgestellt, der zuvor erfolgreicher Defensive Coordinator bei Berlin Thunder und den Scottish Claymores war. Unter Tomsula startete das Team sehr erfolgreich mit vier Siegen in Folge und war auf dem besten Wege, nach drei Jahren wieder das Endspiel um den World Bowl zu erreichen. Jedoch konnte in der Folgezeit nicht an die Leistungen der ersten Wochen angeknüpft werden und so verfehlte man den Finaleinzug knapp am letzten Spieltag. Dennoch konnte mit 6 Siegen bei 4 Niederlagen wieder eine positive Bilanz zum Saisonende gezogen werden.
Jim Tomsula entschied sich im Januar ’07 gegen eine zweite Saison als Headcoach bei Rhein Fire und für ein Angebot aus der NFL, nachdem er ein Jahr zuvor ein solches abgelehnt hatte. Tomsula wurde Defensive Line Coach beim traditionsreichen Club der San Francisco 49ers.
- Rick Lantz (2007)
Rick Lantz wechselte als Headcoach von Berlin Thunder zu Rhein Fire. Er brachte eine über 40-jährige Trainer-Erfahrung mit nach Düsseldorf. Er gewann 2004 mit Berlin Thunder den World Bowl und wurde zum „NFLE Coach des Jahres“ gewählt. 2005 zog er mit Thunder erneut ins Finale ein. In der letzten Saison des Teams und der Liga spielte man um den Einzug ins Finale aber keine Rolle. Nach einem Fehlstart in die Saison nach zum Teil sehr schwachen Leistungen konnte sich das Team Mitte der Saison zwar etwas stabilisieren, letztlich beendete man die Saison aber mit einer Tendenz von 4 Siegen und 6 Niederlagen auf dem vierten Rang der Abschlusstabelle.

## Bedeutende Spieler (1995–2007)
- Richard Adjei (2004–2007)
- Ingo Anderbrügge (2003–2004), former Schalke 04 soccer player, kicker during Fire’s years in Gelsenkirchen
- Cedric Bonner (2006–2007)
- Manfred Burgsmüller (1996–2002), kicker and oldest professional American football player at age 52[5]
- Byron Chamberlain (1996)
- Derrick Clark (1996–1999)
- Mike Croel (1998)
- Terry Crews (1995)
- Nick Ferguson (1998)
- Patrick Gerigk  (1998)
- James Harrison (2004)
- Drew Henson (2006)
- Andy Kelly (1996)
- Fred Jackson (2006)
- Michael Lewis (2001)
- Mike Quinn (1998)
- Marcus Robinson (1998)
- Jamal Robertson (2002)
- Bill Schroeder (1997)
- Gino Torretta (1995)
- Tony Wragge (2006)
- Danny Wuerffel (2000)
- Tamon Nakamura (1998–1999)
- Akihito Amaya (2001–2002)
- John David Washington (2007)

## Statistiken

### Spielzeiten
In 130 regulären Liga-Spielen verließ Rhein Fire 68 Mal das Spielfeld als Sieger, 62 Mal musste man sich geschlagen geben. Rechnet man die World-Bowl-Teilnahmen hinzu, hat das Team eine Bilanz von 70:65 Siegen erreicht.
Die stärkste Phase des Teams war in der Zeit von 1997 bis 2003, als man in sieben Jahren fünf Mal das Endspiel um den World Bowl erreichte. Lediglich in den Jahren 1999 und 2001 verfehlte man knapp den Finaleinzug als Drittplatzierter der jeweiligen regulären Saison.
| Saison                    | Liga                      | Platz                     | S  | N  | U | P+   | P-   | Postseason                           |
| ------------------------- | ------------------------- | ------------------------- | -- | -- | - | ---- | ---- | ------------------------------------ |
| 1995                      | WLAF                      | 5                         | 4  | 6  | 0 | 221  | 279  |                                      |
| 1996                      | WLAF                      | 6                         | 3  | 7  | 0 | 176  | 191  |                                      |
| 1997                      | WLAF                      | 1                         | 7  | 3  | 0 | 206  | 146  | WB lost vs Barcelona Dragons (10:34) |
| 1998                      | NFL Europe                | 2                         | 7  | 3  | 0 | 198  | 142  | WB won vs Frankfurt Galaxy (34:10)   |
| 1999                      | NFL Europe                | 3                         | 6  | 4  | 0 | 286  | 149  |                                      |
| 2000                      | NFL Europe                | 1                         | 7  | 3  | 0 | 279  | 209  | WB won vs Scottish Claymores (13:10) |
| 2001                      | NFL Europe                | 3                         | 5  | 5  | 0 | 270  | 239  |                                      |
| 2002                      | NFL Europe                | 1                         | 7  | 3  | 0 | 166  | 156  | WB lost vs Berlin Thunder (20:26)    |
| 2003                      | NFL Europe                | 2                         | 6  | 4  | 0 | 189  | 188  | WB lost vs Frankfurt Galaxy (16:35)  |
| 2004                      | NFL Europe                | 5                         | 3  | 7  | 0 | 161  | 178  |                                      |
| 2005                      | NFL Europe                | 6                         | 3  | 7  | 0 | 203  | 224  |                                      |
| 2006                      | NFL Europe                | 3                         | 6  | 4  | 0 | 207  | 165  |                                      |
| 2007                      | NFL Europa                | 4                         | 4  | 6  | 0 | 166  | 212  |                                      |
| Summe über 13 Spielzeiten | Summe über 13 Spielzeiten | Summe über 13 Spielzeiten | 68 | 62 | 0 | 2728 | 2478 | World-Bowl-Bilanz 2–3 (93:115)       |

### Ergebnisse gegen andere NFLE-Teams (Siege: Niederlagen)
| Gegner                  | gesamt  | gesamt |
| ----------------------- | ------- | ------ |
| London/England Monarchs | 4 : 4   |        |
| Scottish Claymores      | 12 : 80 |        |
| Barcelona Dragons       | 9 : 9   |        |
| Berlin Thunder          | 11 : 70 |        |
| Hamburg Sea Devils      | 2 : 4   |        |
| Frankfurt Galaxy        | 15 : 11 |        |
| Cologne Centurions      | 4 : 4   |        |
| Amsterdam Admirals      | 11 : 15 |        |

### Durchschnittliche Zuschauerzahlen
Rheinstadion
- 1995: 12.468
- 1996: 18.573
- 1997: 21.665
- 1998: 25.466
- 1999: 28.566
- 2000: 34.628
- 2001: 35.010
- 2002: 32.742
- 2003: 34.218

Arena Auf Schalke
- 2004: 21.072
- 2005: 22.532

LTU Arena
- 2006: 22.020
- 2007: 24.477

## Spielorte
- 1995–2002: Rheinstadion Düsseldorf

Aufgrund des Abrisses des alten Rheinstadions und des Neubaus einer modernen Multifunktionsarena musste das Team in den Spielzeiten 2003 und 2004 in die Arena AufSchalke ausweichen.
- 2003–2004: Arena AufSchalke (jetzt Veltins-Arena) Gelsenkirchen
- 2005–2007: LTU-Arena (jetzt Merkur Spiel-Arena) Düsseldorf